# Machine Gun Kelly
|  | Si cerqueu altres usos, vegeu Machine Gun Kelly (raper). |

George Kelly Barnes (Memphis, Tennessee, Estats Units, 18 de juliol de 1895 – Leavenworth, 18 de juliol de 1954), conegut habitualment com a Machine Gun Kelly (Metralleta Kelly en català), fou un gàngster estatunidenc, originari de Memphis, durant l'època de la llei seca. El seu sobrenom prové de la seva arma preferida, una metralleta Thompson (en anglès, machine gun). El crim més conegut que va cometre va ser el segrest del magnat petrolier i empresari Charles F. Urschel el juliol de 1933, pel qual la seva banda va cobrar un rescat de 200.000 $. La seva víctima hauria ajudat l'FBI en la investigació que va conduir a la detenció de Kelly a Memphis el 26 de setembre de 1933. Els seus crims inclogueren també contraban i robatori a mà armada. Els últims anys de vida, els passà a la presó d'Alcatraz i finalment el traslladaren a Leavenworth, on morí d'un atac de cor el 18 de juliol de 1954, el dia del seu 59è aniversari.

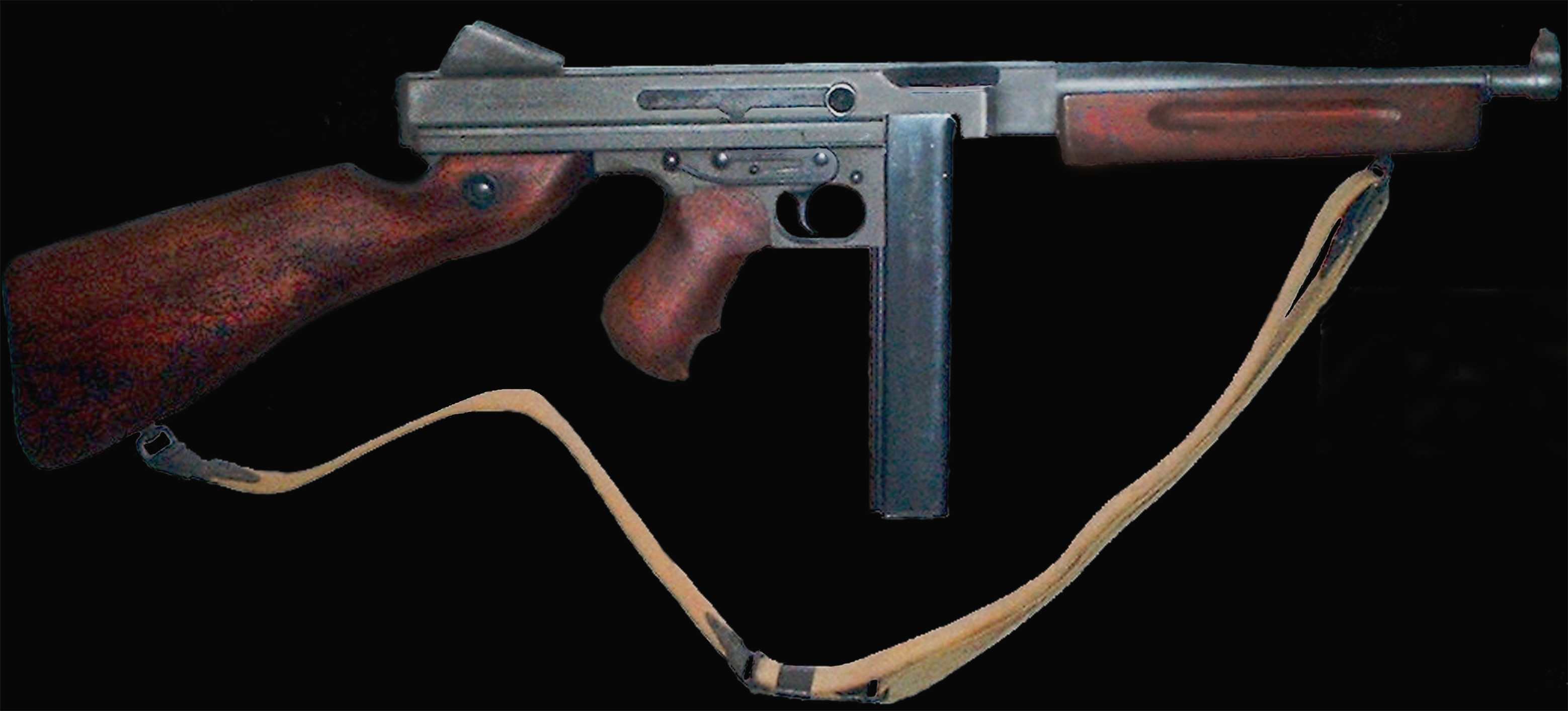
El subfusell Thompson era el preferit de Kelly i és l'arma que li donà el sobrenom.

## Vida

### Inicis i joventut
George «Machine Gun» Kelly és considerat, probablement, un dels més famosos gàngsters de l'època de la llei seca. George va néixer el 18 de juliol de 1895, en una família rica que vivia a Memphis, Tennessee. Fill d'un agent d'assegurances, va assistir al Central High School de Memphis. Els primers anys de Kelly com a nen varen succeir sense complicacions i la seva família el va criar en una llar tradicional. La seva vida primerenca no semblava indicar que es convertiria en un dels criminals més buscats dels Estats Units. Va viure en el 2080 de Linden, al districte de Cowden-Rembert. Els primers indicis de problemes sorgiren quan es va matricular a la Universitat Estatal de Mississipi per estudiar agricultura, l'any 1917: des del principi, Kelly va ser considerat un estudiant mediocre, i obtingué el seu grau més alt (una C+) per tenir una bona higiene física. Tenia constantment problemes amb la facultat i va passar gran part de la seva carrera acadèmica intentant treballar al marge dels seus demèrits.
Va ser durant aquest temps que Kelly va conèixer una jove anomenada Geneva Ramsey. Kelly se'n va enamorar ràpidament i va prendre la decisió de deixar l'escola per casar-se amb la noia. Va ser pare de dos fills amb la jove Geneva i, per tal d'arribar a final de mes i poder mantenir la família, va començar a treballar com a taxista a Memphis. Treballava llargues hores amb poc de temps per a la dedicació personal. Kelly i Geneva van patir problemes financers constants, ja que la feina no els proporcionava ingressos suficients per a mantenir la seva família. Kelly va deixar el seu treball amb la companyia de taxis i va començar a buscar altres vies per arribar a final de mes. Així doncs, amb 19 anys, es va trobar sense feina estable i es divorcià de la seva dona.

### Entrant en la clandestinitat i el món dels gàngsters
Durant l'època de la prohibició dels anys 1920 i 1930, Kelly va treballar com a contrabandista per a si mateix i junt amb un col·lega seu. Després d'un període breu i de diverses topades amb la policia local de Memphis, va decidir sortir de la ciutat i anar-se'n cap a l'oest amb la seva nova xicota (Kathryn Thorne). Per protegir la família dels agents de la llei, es va canviar el nom pel de George R. Kelly. Va continuar cometent delictes menors i fent contraban. Va ser arrestat a Tulsa, Oklahoma, per contraban de licor en una reserva índia l'any 1928 i condemnat a tres anys a la presó federal de Leavenworth, Kansas, a partir de l'11 de febrer de 1928. Era, segons els informes, "un intern modèlic" (és a dir, el seu comportament era bo) i va ser posat en llibertat abans d'hora. Poc després, Kelly es va casar, a la tardor, amb Kathryn Thorne, que li va comprar el primer subfusell i es va esforçar molt per familiaritzar el seu nom en els cercles més recòndits del crim. S'especula que Kathryn també hauria regalat casquets de bala de les gestes del seu marit a la gent com a record per augmentar la seva notorietat. 

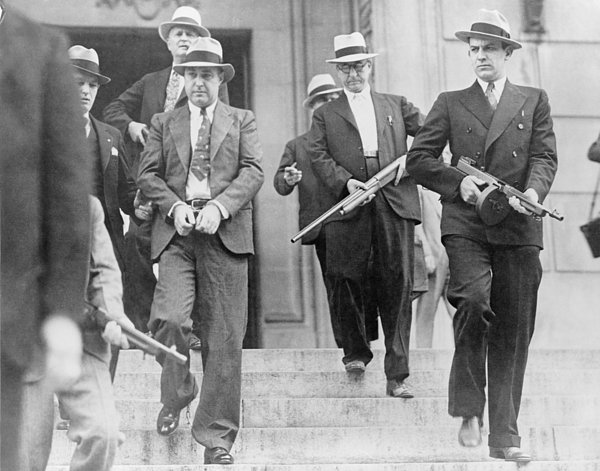
George «Machine Gun» Kelly emmanillat i portat cap a la presó del comtat de Shelby, en ruta cap a l'aeroport de Memphis, Oklahoma; durant el seu judici pel segrest de Charles F. Urschel, 2 octubre del 1933.

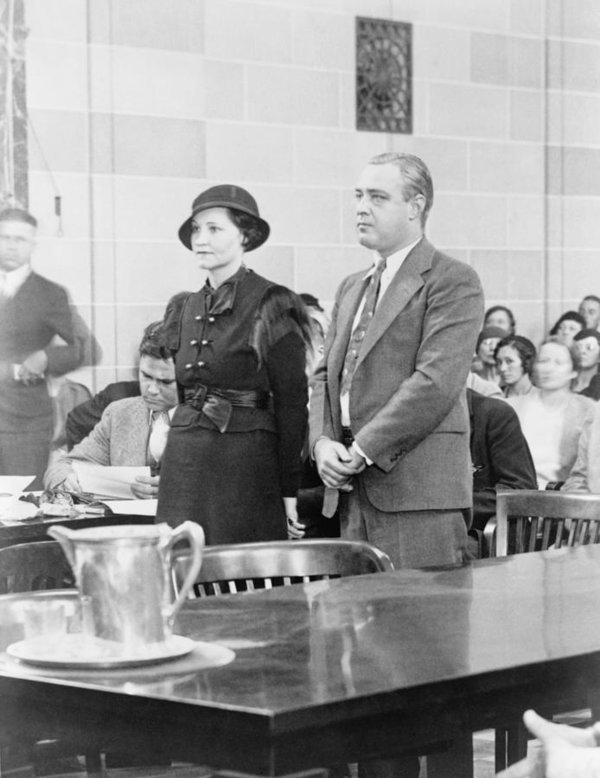
George i Kathryn Kelly escolten les seves sentències de cadena perpètua pel segrest de Charles F. Urschel, el 12 octubre del 1933.

No obstant això, l'última activitat criminal de Kelly va resultar ser desastrosa quan va segrestar un ric resident de la ciutat d'Oklahoma, Charles F. Urschel, i el seu amic Walter R. Jarrett. Urschel, mentre estava amb els ulls embenats, prengué nota dels sorolls de fons, comptà passes i tocà els objectes que trobà a l'abast, cosa que resultà molt valuosa per a l'FBI en la seva investigació posterior. Els agents van concloure que el segrest d'Urschel havia tingut lloc a Paradise, Texas, basant-se en els sons que Urschel recordava haver sentit mentre era retingut com a ostatge.

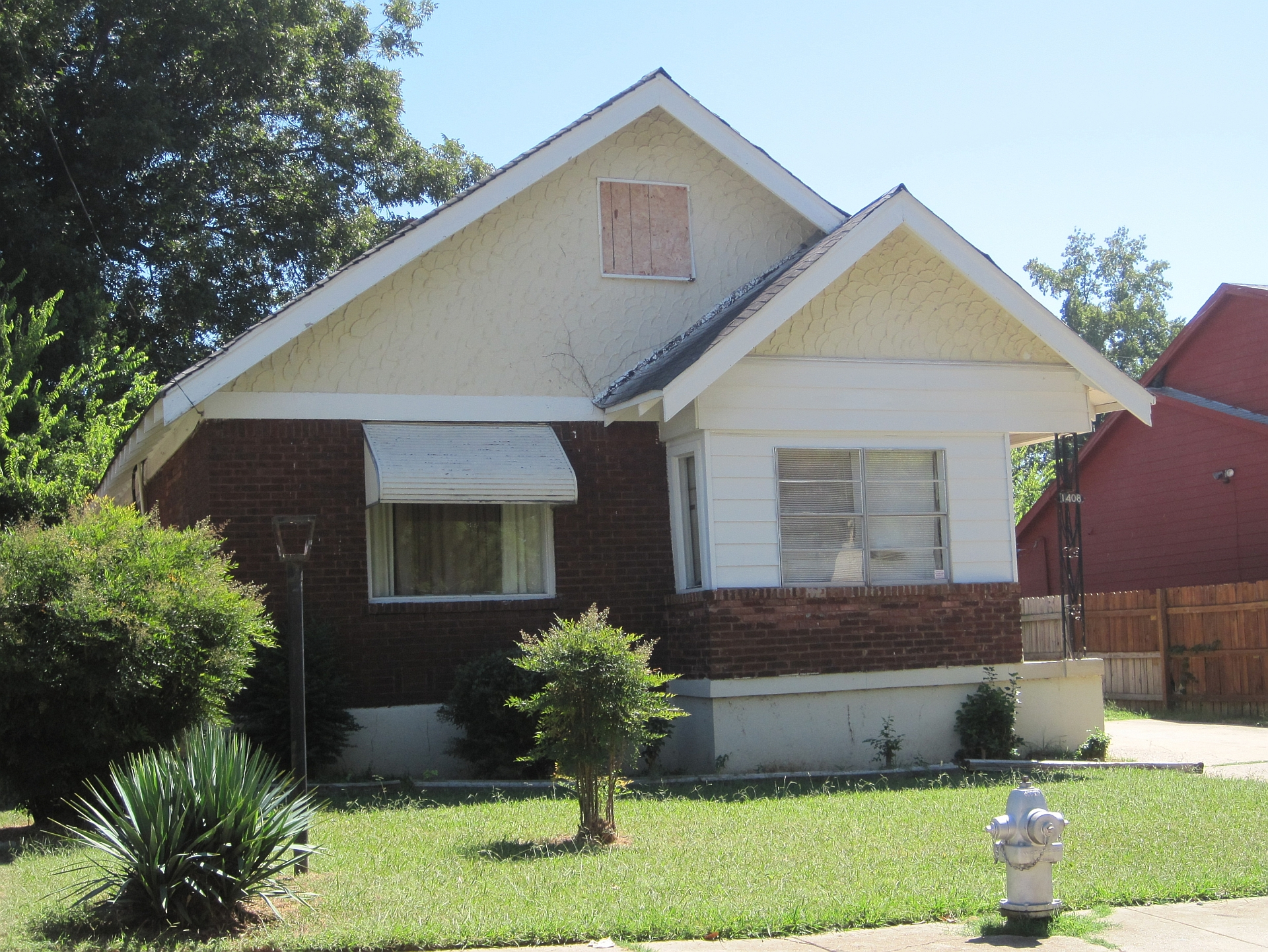
Cau d'en Machine Gun Kelly a Rayner Street, Memphis, Tennessee (2010).

Una investigació duta a terme a Memphis va revelar que els Kelly vivien a la residència de J. C. Tichenor. Agents especials de Birmingham, Alabama, van ser immediatament enviats a Memphis on, la matinada del 26 de setembre de 1933, es va dur a terme una batuda. George i Kathryn Kelly van ser detinguts per agents de l'FBI i la policia de Memphis. Atrapats sense cap arma, els testimonis diuen que George Kelly va cridar «Don't shoot, G-Men! Don't shoot, G-Men!» («No dispareu, agentsǃ No dispareu, agentsǃ») i es lliurà als agents de l'FBI. Un cop els deixaren anar, la parella va mudar-se a la ciutat d'Oklahoma. La detenció dels Kelly es va veure eclipsada per la fuga de deu reclusos, incloent-hi tots els membres de la futura banda de Dillinger, de la presó de la ciutat de Michigan, Indiana, aquella mateixa nit.
El 12 d'octubre de 1933, George i Kathryn Kelly van ser declarats culpables i condemnats a cadena perpètua. El judici es va efectuar a l'Oficina de Correus, Palau de Justícia i a l'Oficina Federal de Construcció a la ciutat d'Oklahoma.
Una recerca duta a terme a Coleman, Texas, va revelar que els Kelly havien estat allotjats i protegits per Cassey Earl Coleman, Will Casey, Ora Shannon (la mare de Kathryn), el seu marit i el seu fill. Un informe conclogué que Coleman havia ajudat a George Kelly en l'emmagatzematge de 73.250 $ dels diners del rescat d'Urschel al ranxo dels Shannon. Aquests diners van ser localitzats per agents de l'oficina a les primeres hores del matí del 27 de setembre en una tela de cotó al ranxo. Cassey Earl Coleman i Will Casey van ser acusats a Dallas, Texas, el 4 d'octubre de 1933, d'albergar un fugitiu i de conspiració. El 17 d'octubre de 1933, Coleman, després de declarar-se culpable, va ser condemnat a un any i un dia a prestar serveis a la comunitat, i Will, després del judici i la condemna, va ser sentenciat a dos anys als Estats Units, a la presó de Leavenworth, Kansas. Els Shannon van ser detinguts el 12 d'agost. Paral·lelament, Albert L. Bates, lladre de bancs, va ser capturat aquell mateix dia a Denver, Colorado, per un càrrec no relacionat, però els agents van trobar que tenia els diners del segrest efectuat pels Kelly, i el declararen còmplice.
El segrest d'Urschel i els dos judicis que en van resultar són històrics per diversos motius. Van ser els primers processos penals federals als Estats Units en els quals es van permetre càmeres de pel·lícula; van ser els primers judicis de segrest després de l'aprovació de l'anomenada llei Lindbergh; va ser el primer cas important resolt per J. Edgar Hoover de l'FBI; i també va ser la primera vegada que els acusats van ser transportats amb avió.

### Alcatraz: AZ#117
Un cop declarat culpable, Kelly va ser traslladat a Leavenworth, Kansas, i Kathryn va ser traslladada a una presó federal a Cincinnati. Kelly era arrogant envers els funcionaris de presons, i presumia davant la premsa sobre una hipotètica futura fuga. Deia que s'escaparia amb la seva esposa i que passarien el Nadal junts. Es va decidir que aquestes amenaces s'havien de prendre seriosament i, l'agost de 1934, Kelly, juntament amb els seus còmplices Albert Bates i Harvey Bailey, van ser traslladats de Leavenworth amb tren fins a Alcatraz, on arribaren el 4 de setembre de 1934. Kelly es va convertir des d'aleshores en el presoner AZ#117. A Alcatraz, Kelly estava constantment presumint de diversos robatoris i assassinats que mai havia comès. La seva vida a Alcatraz va succeir, en gran part, sense incidents. Obtingué un treball com a escolà a la capella de la presó, treballava a la bugaderia, va desenvolupar una funció administrativa a l'oficina d'indústries durant un llarg període i, en general, ocupava el seu temps en silenci. Warden Johnson va fer declaracions dient que Kelly "es deprimiria quan li arribessin les cartes dels familiars", però poques vegades va poder escriure la seva quota completa de cartes. Semblava sentir remordiments pels seus crims i sempre va sentir que la seva dona, Kathryn, i els altres còmplices havien estat tractats amb massa duresa.

## Mort

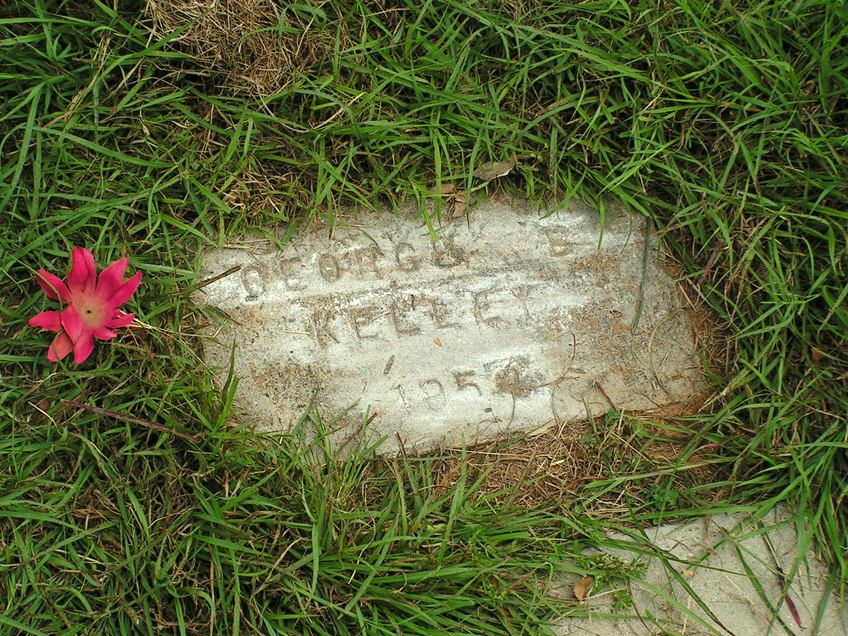
La seva làpida, marcada com a "George B. Kelley, 1954".

Kelly va passar els 21 anys que li quedaven de vida a la presó. Durant la seva estada a Alcatraz, es va posar el sobrenom de Pop Gun Kelly. Segons un expresoner, el nom feia referència al fet que Kelly era un presoner model i estava molt lluny de la vida de gàngster que la seva esposa li havia fet portar. Va passar 17 anys a Alcatraz com a intern número 117, treballant en les indústries de la presó i presumint de les seves últimes escapades amb els altres interns. Finalment va ser traslladat discretament, de nou, a Leavenworth l'any 1951. Va morir d'un atac de cor a Leavenworth el 18 de juliol de 1954, el dia del seu 59è aniversari. Està enterrat al cementiri de Cottondale, Texas, sota una petita làpida on posa: "George B. Kelley, 1954".

## Altres testimonis i explicacions
L'exreclús Willie Radkay, que va compartir una cel·la al costat de Kelly en el segon nivell del bloc B, va declarar que varen compartir molt bons records i que va arribar a conèixer íntimament Kelly. Treballaven junts en les indústries de la presó juntament amb Basilio "el Mussol" (en anglès, The Owl) Banghart. Cada dia anaven a treballar junts i, per tant, havia de suportar «tots els seus contes enrevessats que sempre explicava». Warden Johnson digué que Kelly va escriure diverses cartes de remordiment a Urschel demanant que l'ajudés a defensar el seu cas. Urschel, aparentment, mai va respondre cap de les cartes de Kelly.

## Origen del sobrenom
El seu primer famós sobrenom fou Kelly. La versió més comuna de l'origen de l'àlies és la que explicà la seva esposa. En aquesta versió, es diu que Kathryn va anomenar-lo d'aquesta manera per aconseguir que Kelly obtingués una reputació «infame» en els cercles del món criminal. Ella era, suposadament, tan influent que va reunir George Kelly amb tots els altres delinqüents que actuaven aleshores. En els mitjans de comunicació, el sobrenom que es va estendre va ser el de Machine Gun pel descobriment d'un subfusell Thompson propietat de Kelly. Els investigadors van aconseguir identificar més tard Kathryn Kelly com la compradora de l'arma. El nom Machine Gun va ser utilitzat per la premsa en el període següent i juntament amb l'anterior sobrenom Kelly, crearen el famós Machine Gun Kelly.

## Cronologia
A continuació, s'exposen els fets de la seva vida cronològicament:
- 18 de Juliol, 1895: George Francis Barnes Jr. neix a Memphis, Tennessee.
- Setembre, 1917 - gener, 1918: George va al col·legi Mississippi A&M.
- 1919 - 1925: George es casa amb Geneva Ramsey.
- 14 de maig, 1927: George F. Barnes es canvia el nom a George R. Kelly, és detingut per contraban a Mèxic i està uns mesos a presó.
- 13 de gener, 1928: Kelly és capturat per contraban de licor en una reserva índia d'Oklahoma. Condemnat a 3 anys a la presó de Leavenworth.
- 1930: Kelly obté la llibertat condicional i surt de Leavenworth.
- 15 de juliol, 1930: Kelly s'uneix a la banda de Harvey Bailey per robar un banc de Willmar, Minnesota.
- Setembre 1930: Kelly es casa amb Kathryn Thorne.
- 8 d'abril, 1931: la banda de Bailey roba el banc a Sherman, Texas. Kelly es reuneix amb ells amb un cotxe, prop de la frontera de l'estat de Louisiana.
- 27 de gener, 1932: Kelly i el seu company Eddie Doll segresten el fill d'un banquer a South Bend, Indiana.
- 21 de setembre, 1932: Kelly, Albert Bates, i Edward Bentz roben un banc a Colfax, Washington.
- 30 de novembre, 1932: Kelly, Bates, Eddie Doll, i un altre company, roben un banc a Tupelo, Mississipi.
- 22 de juliol, 1933: Kelly i Bates segresten Charles F. Urschel a la ciutat d'Oklahoma.
- 30 de juliol, 1933: els diners del rescat d'Urschel són lliurats a Kelly, que es troba a la ciutat de Kansas. Urschel és posat en llibertat la nit següent.
- 5 d'agost, 1933: uns bandits de Minneapolis són detinguts per moure part dels diners del rescat. Kelly i Kathryn fugen a Minneapolis.
- 9 d'agost, 1933: la banda de Bailey roba un banc a Kingfisher, Oklahoma, usant els famosos subfusells de Kelly. Harvey Bailey torna l'arma al ranxo dels Shannon a Texas.
- 12 d'agost, 1933: un algutzir assalta el ranxo dels Shannon (la família de l'esposa de Kelly). Els Shannons i Harvey Bailey són capturats.
- 12 d'agost, 1933: Albert Bates és detingut a Denver, Colorado.
- 18 d'agost, 1933: Urschel rep una carta amenaçadora de Kathryn Kelly.
- 19 de setembre, 1933: Urschel rep una altra amenaça dels Kelly.
- 21 de setembre, 1933: els Kelly fugen de Chicago a Memphis, Tennessee, amb un cotxe proporcionat per Joe Bergl.
- 22 de setembre, 1933: uns bandolers en un Hudson roben als missatgers del banc de la Reserva Federal de Chicago. Més endavant, es descobreix que en el Hudson hi ha adreces i plaques de llicència propietat de Beryl emesos a J. J. Rosenberg, un àlies de Kelly.
- 26 de setembre, 1933: l'algutzir captura els Kelly a Memphis, Tennessee.
- 12 d'octubre, 1933: els Kelly, declarats culpables i condemnats a cadena perpètua.
- Octubre, 1934: George Kelly és traslladat de Leavenworth a Alcatraz.
- 1951: Kelly és retornat, de nou, a Leavenworth.
- 18 de juliol, 1954: Kelly mor a la presó a causa d'un atac de cor.

## Llegat
Durant els anys 30 i 40, Hollywood es va centrar en les vides de les populars figures dels gàngsters de l'època. Eren homes famosos; malgrat això, no va ser fàcil descriure les seves vides i les seves gestes. Noms com Al Capone, John Dillinger, "Baby Face" Nelson, Machine Gun Kelly, etc., van ser alguns dels mites moderns. Machine Gun Kelly fou un gàngster que ha estat objecte de nombroses pel·lícules, llibres i cançons. A continuació, se n'enumeren els exemples:

### Cinema i televisió
Normalment el protagonista és, o es converteix, en un membre d'una gran organització criminal, en la qual va ascendint, a poc a poc, fins a arribar a ser el cap de la banda. Poc abans d'acabar la pel·lícula troba l'inevitable final tràgic, o bé en mans de la llei o bé dels seus propis sequaços. Aquestes pel·lícules es basen en personatges i situacions reals, però poques vegades fan servir els autèntics noms. La glorificació aparent dels gàngsters va acabar l'any 1935, amb l'estrena de Contra l'imperi del crim. Tot i que les grans figures del món del gangsterisme dels anys 20 havien desaparegut ja, les empreses creades per ells seguien funcionant. La delinqüència organitzada havia adoptat els mètodes del món dels negocis, i sembla ja un fet provat que, des de mitjans dels anys 30 fins a començaments dels 50, els estudis de Hollywood i les cadenes de cinema que exhibien les seves pel·lícules pagaven imposts a les diferents organitzacions criminals. Individus com ara Bugsy Siegel es van ocupar d'extorsionar les grans estrelles de cinema i els seus agents. No ha de sorprendre, doncs, que les grans pel·lícules modernes de gàngsters fossin realitzades fonamentalment per estudis pobres, com Nongran o PRC. Però fins i tot aquests no van abordar el món del crim organitzat, sinó les figures dels caps de petites bandes independents, Machine Gun mama, Roger Touhy, Gàngster (totes de 1944) i Dillinger (1945), van ser totes pel·lícules que van abordar fets històrics d'acció i violència. Els petits estudis cinematogràfics van decidir no seguir produint pel·lícules barates de sèrie B, que imitessin les versions de la sèrie A dels grans estudis, sinó crear el seu propi mercat, amb productes igualment barats, però més originals.
L'any 1958 Machine Gun Kelly i els seus crims van ser retratats en la pel·lícula de Roger Corman Machine-Gun Kelly, protagonitzada per Charles Bronson. Uns anys més tard, l'any 1960, Machine Gun Kelly i la seva dona (anomenada "Lou" en la pel·lícula) es presenten com a rivals de la banda de Ma Barker en la pel·lícula Ma Barker's Killer Brood, en què Kelly és interpretat per Victor Lundin. El 1973, Machine Gun Kelly és interpretat per Richard Eschliman en un paper menor, en la pel·lícula Dillinger. Un any més tard, el 1974, Machine Gun Kelly és un personatge central en la gran pel·lícula Melvin Purvis: G-Man.
Hi ha pel·lícules en què no apareix el personatge de Machine Gun Kelly però sí que s'hi menciona, com en la pel·lícula de 1973 The Sting, en què es veu que el fill de Luther Coleman està escoltant una transmissió de ràdio que narra l'arrest de Kelly. També en la pel·lícula de 1983 Smokey and the Bandit Part 3 durant una escena de persecució; l'any 1993, en la pel·lícula So I Married an Axe Murderer per Phil Hartman, mentre està de visita a Alcatraz, o bé en la pel·lícula de 1996 All Dogs Go to Heaven 2 per Carface Carruthers, mentre explica a Red històries sobre els anteriors presos d'Alcatraz.

### Literatura
El novel·lista de crim Ace Atkins en el llibre de 2010 Infamous es basa en el segrest d'Urschel i les successives desventures, en diversos estats, de George i Kathryn Kelly mentre intentaven fugir tant de l'FBI com d'altres gàngsters ansiosos per reclamar els diners del rescat d'Urschel. Ace Atkins va escriure sobre aquest personatge emblemàtic, però, també introduí el paper de la dona de Kelly. La història gira al voltant del segrest de Charles F. Urschel, el magnat del petroli de Texas, que és alhora víctima de Kathryn i George Kelly. George Kelly es mostra amb talent només en el consum d'alcohol mentre Kathryn sembla una dona intrigant i intel·ligent. Al capdavant de la persecució de l'FBI hi ha Gus T. Jones, un representant de la llei. Kelly també entra a formar part del món literari (juntament amb Pretty Boy Floyd i Baby Face Nelson) com un dels personatges principals de la sèrie de còmics Pretty, Baby, Machine escrita per Clark Westerman, en què Pretty Boy Floyd, Baby Face Nelson i Machine Gun Kelly visiten el seu mentor, John Dillinger, a la presó. Dillinger, desesperat, necessita consell sobre com posar fi a la vida d'Al Capone.

### Música

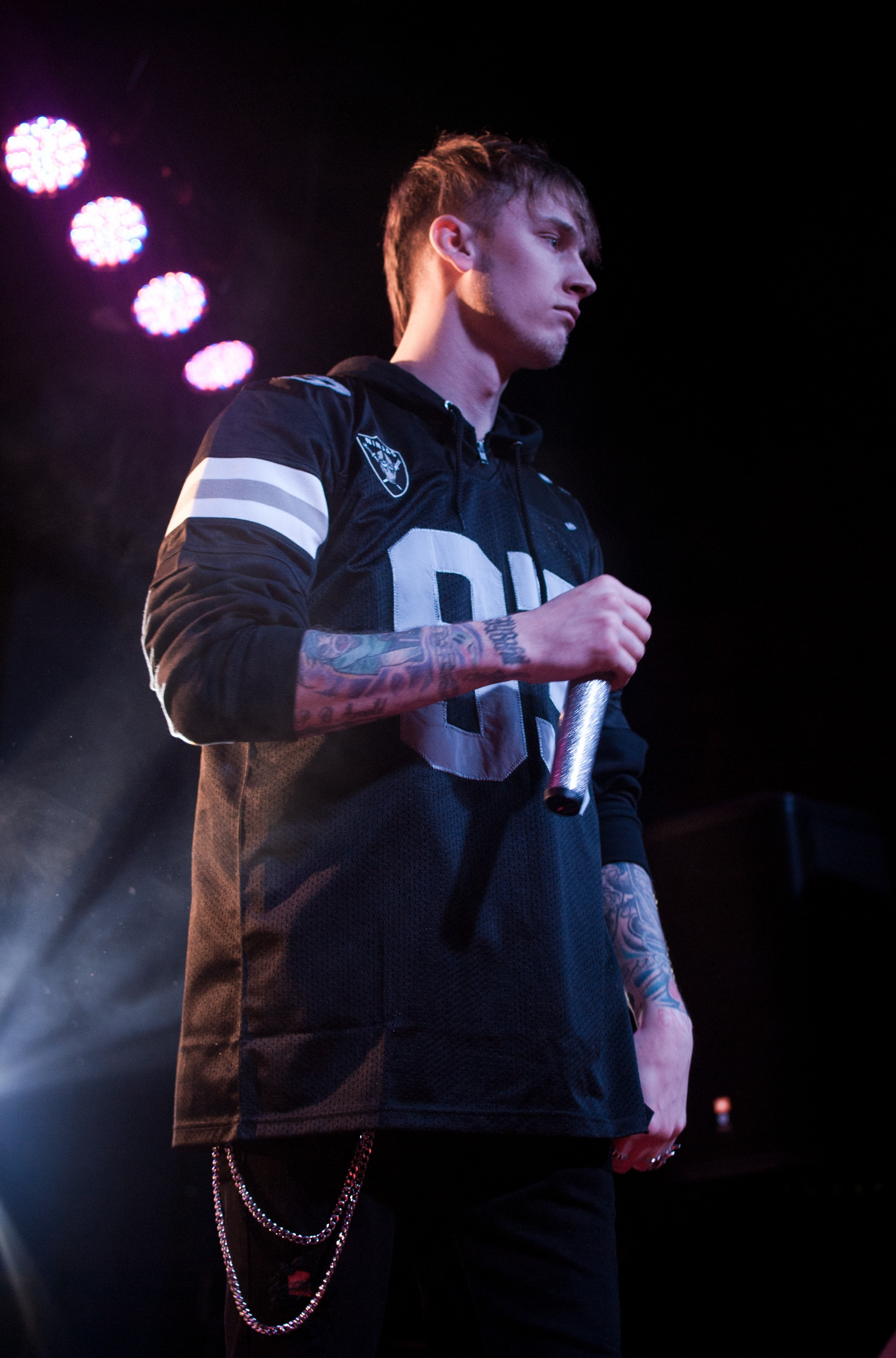
Richard Colson Baker, àlies Machine Gun Kelly, és un raper de Cleveland.

- Machine Gun Kelly i Kathryn Kelly van ser la inspiració per a "Machine Gun Kelly" (1970), una cançó escrita per Danny "Kootch" Kortchmar i gravada per James Taylor en el seu àlbum de 1971 Mud Slide Slim And The Blue Horizon.[28]
- La banda de punk The Angelic Upstarts llançà un senzill l'any 1984 titulat Machine Gun Kelly.[29][30]
- La cançó "M.V.P" del raper mort, originari de Harlem, Big L, diu: "I run up like Machine Gun Kelly, with a black skully, put one in your belly, leave you smelly, then take your Pelle Pelle."[31]
- En la cançó "Bluesman" cantada per Harry Chapin, hi ha un vers que diu: "No! A fool plays the blues like Machine Gun Kelly, Five hundred notes to the bar..."[32]
- El raper Foxy Brown es refereix a Kelly en la seva cançó "Massacre".[33]
- Kelly s'esmenta en la cançó del grup These Animal Men "Your Not My Babylon" en el vers que diu: "Machine Gun Kelly was the first to crack".[34]
- La banda d'indie rock That Dog fa referència a Machine Gun Kelly en la seva cançó "Westside Angst".[35]
- Richard Colson Baker és un raper de Cleveland que fa servir el nom artístic Machine Gun Kelly (MGK).[27]